# Arthur Greiser

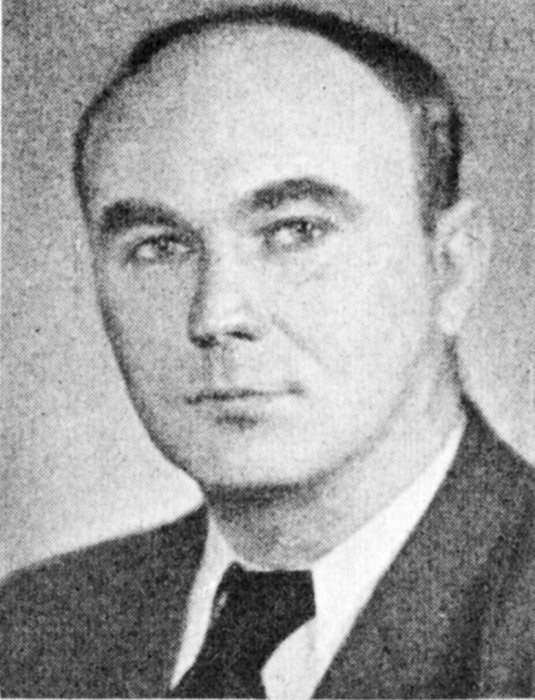
Arthur Greiser, Foto aus dem Reichstags-Handbuch 1943

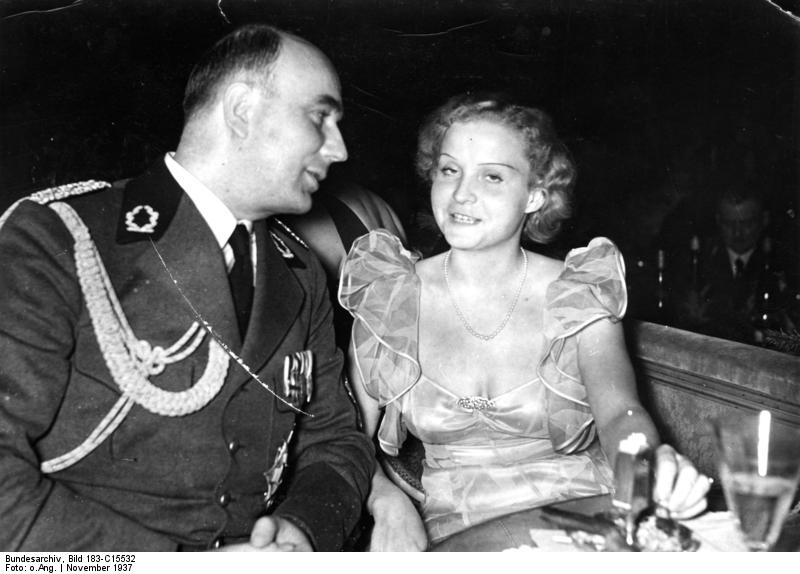
Arthur Greiser und seine zweite Ehefrau Maria Greiser-Koerfer (1937)

Arthur Karl Greiser (* 22. Januar 1897 in Schroda, Provinz Posen; † 21. Juli 1946 in Posen) war ein deutscher Politiker und Kriegsverbrecher. Er war Senatspräsident der Freien Stadt Danzig von 1934 bis 1939 und Reichsstatthalter und Gauleiter der NSDAP in dem vom Deutschen Reich annektierten Reichsgau Wartheland von 1939 bis 1945. Er wurde wegen des hunderttausendfachen Mordes, der massenhaften Deportation von Polen zur Zwangsarbeit und der Ausplünderung des polnischen Volkes als Kriegsverbrecher angeklagt und 1946 in Polen zum Tode verurteilt und hingerichtet.

## Leben

### Herkunft, Kriegsteilnahme, Ehen und Berufstätigkeit
Arthur Greiser war das jüngste von vier Kindern des Gerichtsvollziehers Gustav Greiser (1861–1935) und der Ida geborene Siegmund (1870–1951). Ab 1903 besuchte Greiser die Volksschule, die zweijährige Mittelschule und das Königlich-Humanistische Gymnasium in Hohensalza, das er jedoch ohne Abschluss im August 1914 verließ. Er erlernte in seiner Kindheit und Jugend die polnische Sprache und beherrschte sie fließend.
Am 4. August 1914, bei Beginn des Ersten Weltkriegs, meldete sich Greiser als Freiwilliger bei der Kaiserlichen Marine. Ab 1917 diente er als Beobachter bei der Seeflugstation Flandern I im belgischen Zeebrugge. Nach kurzzeitiger Tätigkeit als Führer der Küsten-Schutzstaffel 1 – inzwischen war er Leutnant der Reserve der Matrosen-Artillerie – wechselte Greiser von Januar bis August 1918 zur Kampfeinsitzer-Schule Danzig-Langfuhr. Im Oktober 1918 wurde er bei der Seeflugstation Flandern II im belgischen Ostende abgeschossen und dabei schwer verwundet. Seine Genesung zog sich bis in den Frühling 1919 hin; eine Kriegsbeschädigung von 50 Prozent blieb zurück.
Von 1919 bis 1921 gehörte er als Freikorpskämpfer zum Grenzschutz Ost und wurde im Baltikum eingesetzt. Im Mai 1921 endgültig demobilisiert, versuchte er im Zivilleben als Volontär in einem Exportgeschäft und als selbstständiger Handelsvertreter für die „Stettiner Ölwerke“ in Danzig Fuß zu fassen. Im Vorfeld der Weltwirtschaftskrise ging Greiser 1928 bankrott; bis 1930 war er Schiffsführer eines Motorbootes für Passagierrundfahrten in der Danziger Bucht. In den 1920er Jahren war Greiser Mitglied der Danziger Freimaurerloge Zur festen Burg im Osten und übernahm dort die Aufgabe eines sogenannten „Pflegers“, der die Aufgabe hatte, der Familie eines verstorbenen Freimaurer-Bruders zur Seite zu stehen. Offiziell auf eigenen Wunsch trat er aus der Loge aus, was auch als „Deckung“ bezeichnet wird.
Greiser war zweimal verheiratet. Aus der 1919 geschlossenen ersten Ehe mit Ruth Tripler (1899–?) gingen vier Kinder hervor, Ingrid (1920–?), Erhardt (1925–1939), Axel (1929–1929) und Rotraut (1930–?). Ein fünftes Kind entstammt der 1935 geschlossenen Ehe mit der Pianistin Maria Wessel geb. Koerfer (1908–2007).

### Als Politiker in Danzig

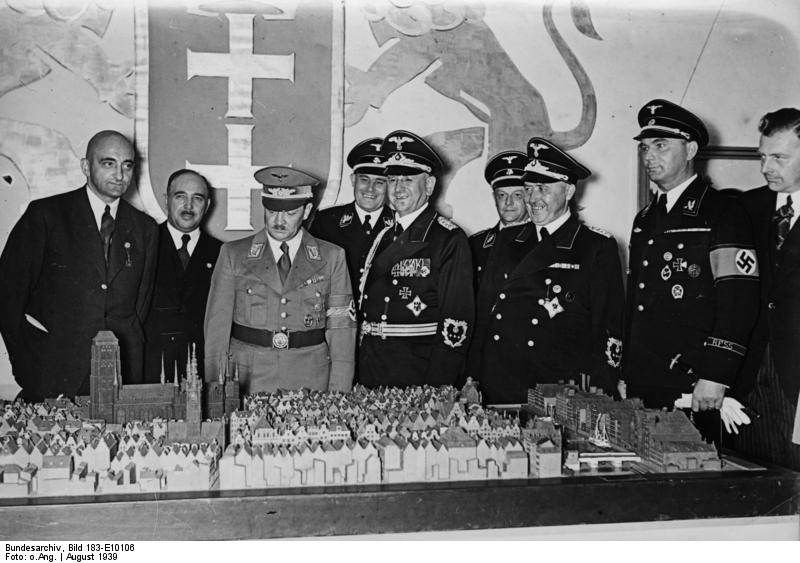
Eröffnung der 27. Deutschen Ostmesse in Königsberg am 20. August 1939; beim Rundgang durch die Ausstellung v. r. n. l.: Harry Siegmund, Arthur Greiser, Hans Pfundtner, Friedrich Landfried, Erich Koch

Greiser war 1922 und 1923 Mitglied der Deutschsozialen Partei (Mitglieds-Nr. 520) von Richard Kunze. Von 1924 bis 1926 gehörte er dem deutschnationalen Stahlhelm an.
Zum 1. Dezember 1929 trat Greiser auch der NSDAP (Mitgliedsnummer 166.635) und der SA bei. Am 30. Juni 1931 trat er von der SA zur SS über (SS-Nummer 10.795). In der SS wurde er stetig befördert und erreichte am 1. Januar 1935 den Rang eines SS-Brigadeführers. Im Oktober 1930 war er kurzzeitig kommissarischer Gauleiter des Gaues Danzig und arbeitete dann bis zum 19. Juni 1933 als Gaugeschäftsführer hauptberuflich für die NSDAP. Von Oktober 1933 bis Oktober 1939 war Greiser stellvertretender Gauleiter von Danzig.
Laut Friedensvertrag von Versailles gehörte die Freie Stadt Danzig nicht zum Deutschen Reich. Im November 1930 wurde Geiser in den Danziger Volkstag gewählt und war bis Juni 1933 der Fraktionsführer der NSDAP. In diese Zeit fiel seine Verurteilung durch das Landgericht Elbing wegen „Beschimpfung des Republikschutzgesetzes“ zu einer Geldstrafe von 200 Reichsmark oder einer Woche Haft. Die Strafe wurde Greiser im Zuge einer Amnestie erlassen. Am 28. Mai 1933 erreichte die NSDAP die absolute Mehrheit im Volkstag; Greiser wurde Vizepräsident des Senats und zugleich Senator für Inneres. Am 28. November 1934 löste er Hermann Rauschning als Präsident des Senats ab und wurde damit faktisch Regierungschef der Freien Stadt Danzig. Sein Vetter Harry Siegmund folgte ihm als persönlicher Referent und später als Chef des Führungsstabes.
Schon ab 1930 entwickelte sich zwischen Greiser und dem Gauleiter Albert Forster ein innerparteilicher Konkurrenzkampf. In der Partei Forster unterstellt, rangierte er als Senatspräsident staatspolitisch über dem Gauleiter und wurde folgendermaßen beurteilt: „Greiser war mehr Verstandesmensch. Er war Forster weit überlegen in der Kunst der Menschenkenntnis und der Menschenbehandlung, ebenso auch in allen wirtschaftlichen Fragen. Greiser war eine viel härtere Natur als Forster, zielbewusst, konsequent, überlegend und abwägend.“
Am 30. Januar 1938 erhielt Greiser das Goldene Parteiabzeichen der NSDAP.

### Im Zweiten Weltkrieg

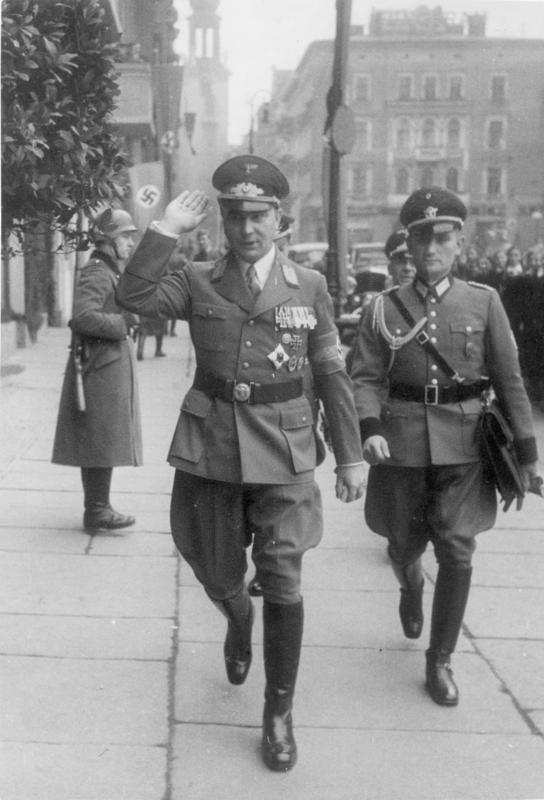
Arthur Greiser am 2. Oktober 1939 in Posen

Verordnung Greisers zur Deutschen Volksliste

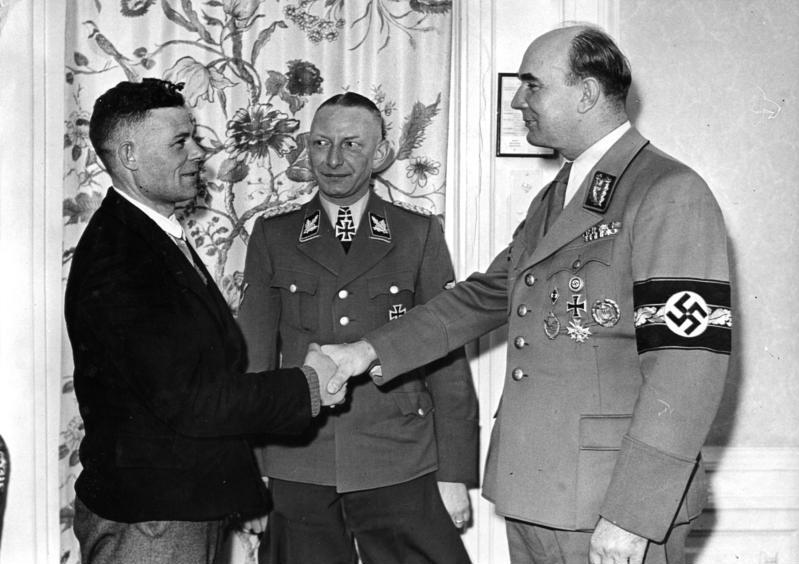
Arthur Greiser (rechts) und Heinz Reinefarth begrüßen am 17. März 1944 den millionsten Umsiedler in Litzmannstadt (Lodz)

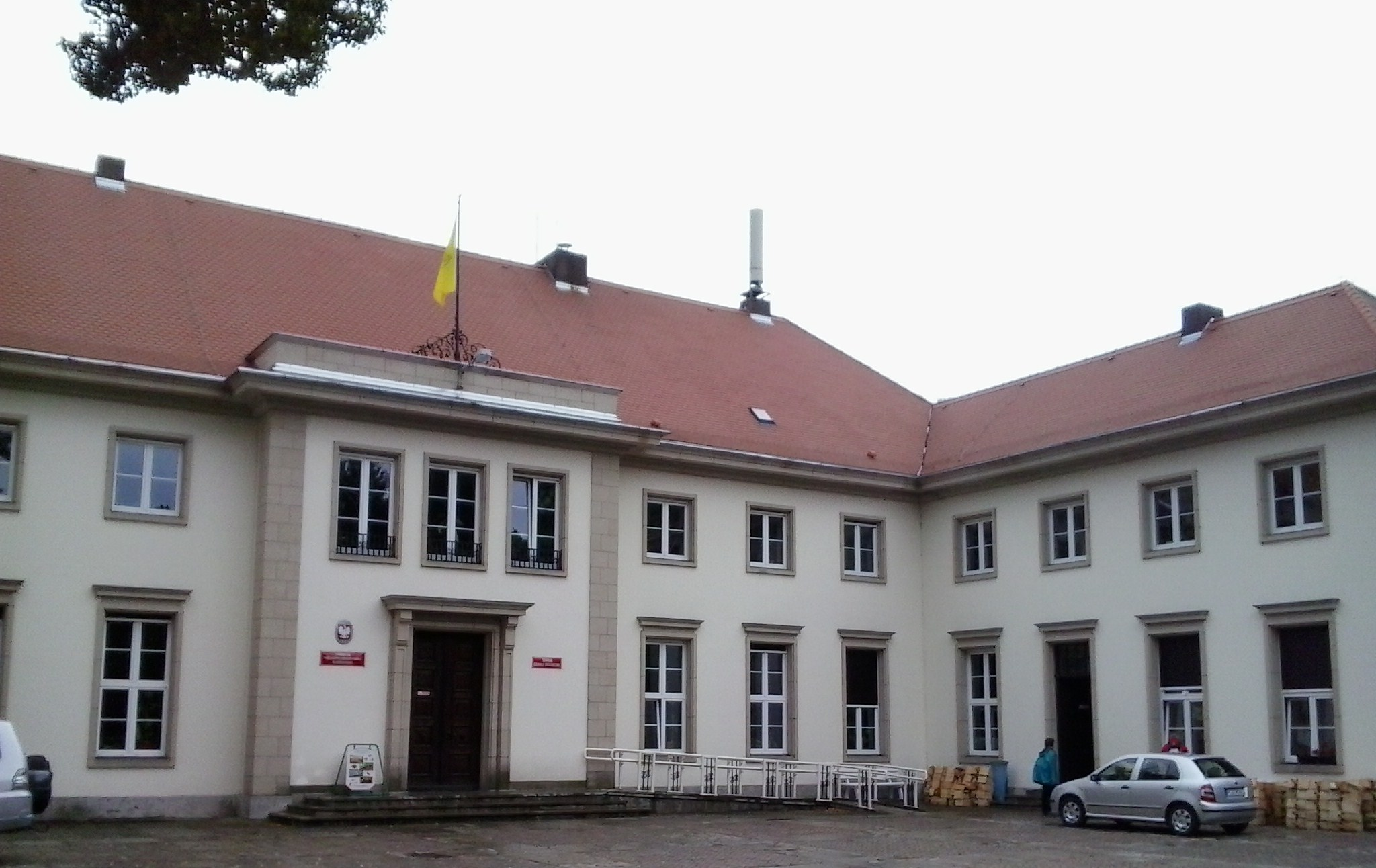
Greisers Dienstwohnsitz „Mariensee“

Nach dem deutschen Überfall auf Polen wurde Arthur Greiser am 8. September 1939 Chef der Zivilverwaltung im Militärbezirk Posen. Am 21. Oktober 1939 wurde er Gauleiter und mit Wirkung vom 26. Oktober 1939 Reichsstatthalter für den Reichsgau Posen, der am 29. Januar 1940 in Warthegau umbenannt wurde. Sein Beauftragter für alle rassenpolitischen Fragen war Erhard Wetzel, der spätere Verfasser des so genannten Gaskammerbriefes. Daneben bekleidete Greiser noch eine Vielzahl weiterer Funktionen: So war er ebenfalls ab 21. Oktober 1939 Reichsverteidigungskommissar für den Wehrkreis XXI, ab dem 15. November 1941 Gauwohnungskommissar unter Robert Ley und ab dem 6. April 1942 Gaubeauftragter des Generalbevollmächtigten für den Arbeitseinsatz Fritz Sauckel. Im Oktober 1939 wurde er zum Preußischen Staatsrat ernannt, ab dem 7. Juli 1940 war er Abgeordneter im während der Zeit des Nationalsozialismus bedeutungslosen Deutschen Reichstag.
Greiser pflegte engen Kontakt zu Himmler. In der SS wurde er auch während des Zweiten Weltkrieges weiter befördert und erreichte am 30. Januar 1942 den Rang eines SS-Obergruppenführers. Besondere Bedeutung erlangte Greisers Amt als regionaler Vertreter von Himmler in dessen Funktion als Reichskommissar für die Festigung deutschen Volkstums (RKFDV): Der neu geschaffene Reichsgau bestand nur aus Gebieten, die vor dem deutschen Angriff polnisches Staatsgebiet gewesen waren. Die Bevölkerung setzte sich aus einer starken polnischen Mehrheit (85 %) und etwa gleich großen jüdischen (8 %) und deutschstämmigen (7 %) Minderheiten zusammen. Mit verschiedenen Maßnahmen versuchte Greiser eine „Germanisierung“ des Warthegaus zu erreichen:
- Die Bevölkerung wurde in der Deutschen Volksliste erfasst und anschließend hinsichtlich ihrer „Eindeutschungsfähigkeit“ in vier Gruppen aufgeteilt.
- Große Teile der jüdischen Bevölkerung des Gaus wurden in das Ghetto Litzmannstadt in Łódź deportiert.
- Auf Initiative Greisers[8] wurden ab Dezember 1941 im Vernichtungslager Kulmhof bei Chełmno mindestens 150.000 arbeitseinsatzunfähige Juden ermordet. An der Vorbereitung der Morde (etwa von Tuberkulosekranken mittels Gaswagen) waren außer Greiser auch Kurt Blome und Hans Holfelder[9] beteiligt.
- Am 1. Mai 1942 schlug Greiser Himmler in einem Brief vor, 35.000 an offener Tuberkulose erkrankte Polen töten zu lassen, was er mit dem Begriff „Sonderbehandlung“ umschrieb.[10] Polnische Intellektuelle und Priester waren in besonderem Maße das Ziel von Morden und Deportationen in Konzentrationslagern.
- Etwa 500.000 Polen wurden in das Generalgouvernement deportiert.
- Im Warthegau wurden etwa 350.000 volksdeutsche Umsiedler angesiedelt, die nach den Vereinbarungen des Deutsch-Sowjetischen Grenz- und Freundschaftsvertrages überwiegend aus von der Sowjetunion annektierten Gebieten (Rumänien und Ostpolen) und den baltischen Staaten ausgesiedelt wurden. Nach 1941 kamen weitere Volksdeutsche aus eroberten sowjetischen Gebieten hinzu, vor allem aus der Ukraine. Die Ansiedlung in Greisers Gau wurde von der Volksdeutschen Mittelstelle der SS und der Einwandererzentralstelle im damaligen Litzmannstadt organisiert.
- Die im Warthegau verbliebenen Polen waren vielfältigen Diskriminierungen ausgesetzt. Zahlreiche Kirchen, aber auch Schulen und Universitäten wurden geschlossen. Private Kontakte zwischen Polen und Deutschen wurden ebenso verboten wie der Gebrauch der polnischen Sprache in der Öffentlichkeit.

Als „Organ der Nationalsozialistischen Deutschen Arbeiterpartei und Verkündungsblatt des Reichsstatthalters im Reichsgau Wartheland und seiner Behörden“ diente der Ostdeutsche Beobachter, in dem Greiser auch regelmäßig selbst verfasste Leitartikel veröffentlichen ließ.
Im Frühjahr 1940 eignete Greiser sich ein großes Seegrundstück am Gurkasee (Polnisch: Jezioro Góreckie) etwa 18 km südwestlich von Posen an. Der See wurde ebenso wie der Landsitz selbst in Mariensee umbenannt, nach dem Vornamen seiner zweiten Frau. Auf Vorschlag Albert Speers errichteten die Potsdamer Architekten Otto von Estorff und Gerhard Winkler ein herrenhausähnliches Gebäude im Stil der NS-Zeit, das bis heute erhalten ist. Die zum Landsitz führende Straße wird in Polen bis heute als „Greiserówka“ bezeichnet.
In der Schlussphase des Krieges war Arthur Greiser ab dem 25. September 1944 auch Führer des „Deutschen Volkssturms“ im Gau Wartheland. Als die Rote Armee am 12. Januar 1945 ihre Großoffensive startete, gab es keine Evakuierungspläne für die Zivilbevölkerung. Greiser flüchtete am Abend des 20. Januar 1945 aus der zur „Festung“ erklärten Stadt Posen nach Frankfurt an der Oder und überließ Festungsbesatzung und Stadtbewohner in der nun folgenden Schlacht um Posen ihrem Schicksal. Seine Flucht wurde von Joseph Goebbels und Martin Bormann als „Feigheit“ angesehen; ein zunächst zur Bestrafung erwogener Einsatz als Führer eines Volkssturmbataillons kam jedoch nicht zustande, weil andere NS-Größen ihre schützende Hand über ihn hielten. Stattdessen wurde Greiser zur Kur nach Karlsbad geschickt, von wo er sich im März 1945 in die bayerischen Alpen absetzte.

### Prozess und Hinrichtung in Polen

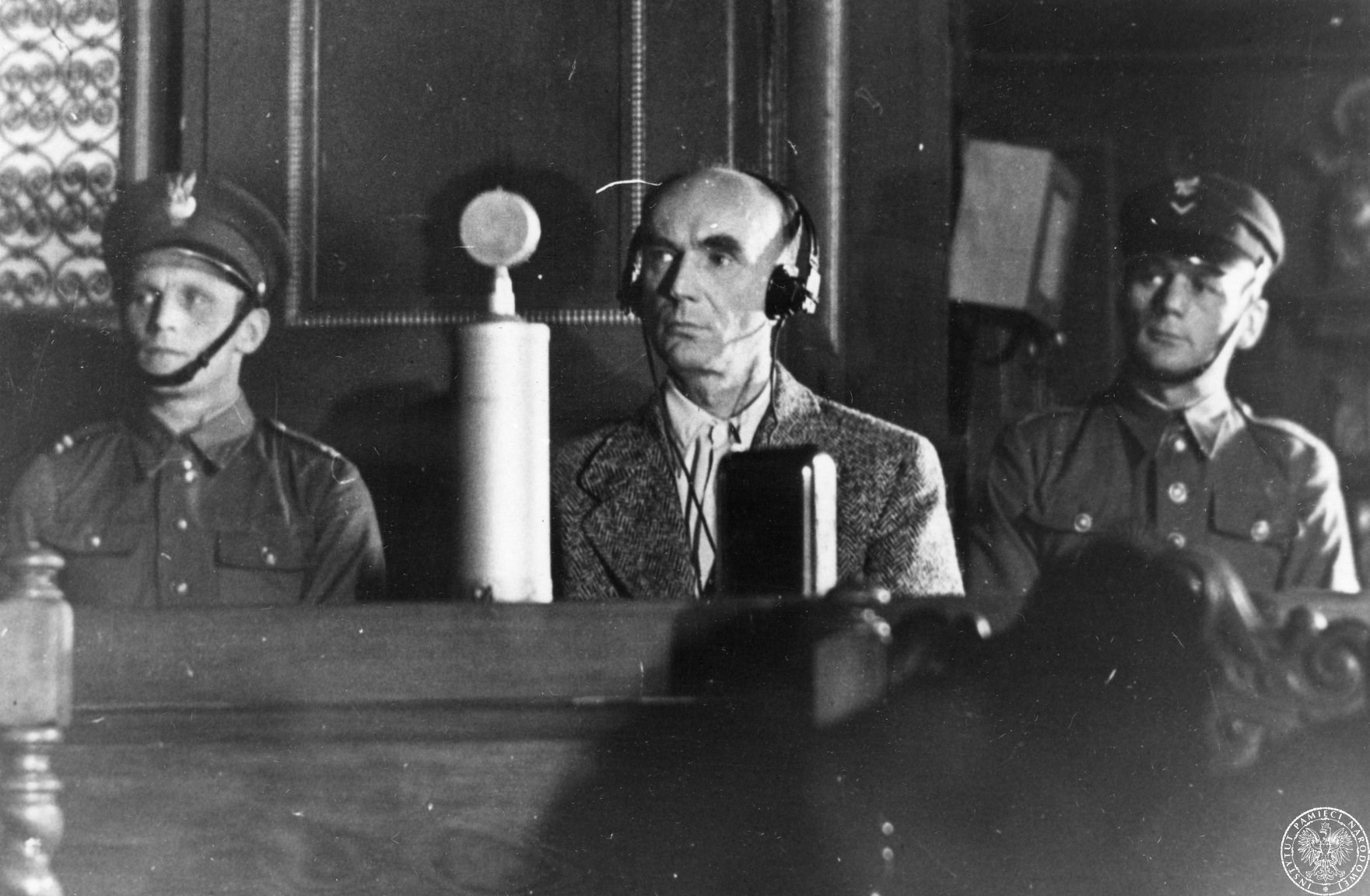
Als Angeklagter in Poznan, 7. Juli 1946

Arthur Greiser wurde am 17. Mai 1945 von US-amerikanischen Truppen in Oberbayern in Haft genommen. Sein Prozess fand ab dem 21. Juni 1946 vor dem Obersten Polnischen Gerichtshof in Posen statt. Greiser wurde wegen Völkermord an der polnischen Bevölkerung, des hunderttausendfachen Mordes, der massenhaften Deportation von Polen zur Zwangsarbeit in das „Altreich“, der Beraubung und Ausplünderung des polnischen Volkes und Staates und Verbrechen gegen den Frieden angeklagt und am 9. Juli 1946 zum Tod durch den Strang verurteilt. Sein Prozess war der erste, in dem der Straftatbestand des Völkermordes angewandt wurde. Papst Pius XII. appellierte an die polnische Regierung, die Todesstrafe nicht zu verhängen. Am 21. Juli 1946 erfolgte die öffentliche Hinrichtung Greisers vor der Posener Zitadelle. Diese löste einen Massenauflauf von geschätzten 100.000 Zuschauern aus und in der Folge fanden Hinrichtungen in Polen nicht mehr öffentlich statt.

## Schriften (Auswahl)
- mit Albert Forster, Hjalmar Schacht: Drei für jeden Danziger hochbedeutsame Reden. Müller, Danzig 1935.
- Danzig als politisches Problem (Sonderdruck aus: Hochschule und Ausland). Mai 1935.
- mit Albert Forster: Danzigs Lebenskampf (= Schriften der Adolf-Hitler-Schule, Band 3). Hanseat. Verl.-Anst., Hamburg 1935.
- Die politische Stellung Danzigs zum Völkerbund, zu Polen und zum Reich (Sonderdruck aus: Nationalsozialistisches Handbuch für Recht und Gesetzgebung). München 1935.
- Die Großdeutsche Aufgabe im Wartheland. In: Nationalsozialistische Monatshefte, 1941, 12, S. 46–50; google.com/books
- Der Aufbau im Osten. Fischer, Jena 1942 (= Kieler Vorträge, Band 68); polona.pl
- Rede des Gauleiters und Reichsstatthalters Arthur Greiser an alle Schaffenden des Warthelandes gehalten am 20. Dezember 1942 im ersten Kriegsmusterbetrieb des Warthegaues, Posen 1942; europeana.eu